# San Felipe Jalapa de Díaz
San Felipe Jalapa de Díaz es una localidad mexicana del estado de Oaxaca, cabecera del municipio homónimo; también conocida localmente como Jalapa de Díaz o simplemente Jalapa. 
Se ubica en la parte norte de Oaxaca, en la región de la Cuenca del Papaloapan, a una altitud media de 137 m.s.n.m. Le corresponden las coordenadas geográficas 18° 04′ 00″ de latitud norte y 96° 32′ 00″ de longitud oeste. Se encuentra a 60 km al oeste de la ciudad de Tuxtepec.
De acuerdo con el Censo INEGI, 2010; la localidad tiene una población de 6,074 habitantes, lo que representa el 24.31 % de la población total del municipio. La principal actividad económica es la agrícola, seguida de la comercial; así también, el bordado artesanal de prendas típicas es una actividad con tradición en esta localidad y en general, del municipio.

## Toponimia
Anteriormente llamada San Felipe y Santiago Jalapa; un decreto del 2 de octubre de 1882 le denominó San Felipe Jalapa de Díaz, nombre que conserva en la actualidad. 
San Felipe Jalapa de Díaz apela a tres tradiciones: la católica, la indígena y la liberal. San Felipe se llama en recuerdo al primer santo mexicano, San Felipe de Jesús, fraile franciscano martirizado en Nagasaki, Japón; Jalapa que deriva del vocablo náhuatl "Xallapan", el cual puede ser Xal-a-pa y Xalla-pa; en el primer caso se compone de xalli, “arena”, de atl, “agua” y de pa, “en”; y significa: “en agua de arena o arenosa”. En el segundo, se compone de xalla, “arenal” y de pa, “en o sobre”; y significa: “en o sobre el arenal”. Y por último, de Díaz en honor al expresidente de México, don Porfirio Díaz.
El nombre del pueblo en idioma mazateco es: Ntáxjo̲ (ntá, “agua” y xjo̲, “arena”; literalmente “agua de arena”). El nombre del idioma (variante de Jalapa de Díaz) es: "Én Ntáxjo̲", que quiere decir "lengua de Jalapa". Según el contexto, la palabra “én” puede referirse a una palabra, una lengua o un mensaje.
Para complementar,  el topónimo Jalapa tiene su origen en un rasgo físico particular del lugar asignado que llamó la atención de sus habitantes originarios: los mazatecos. Este rasgo físico son las riberas arenosas del río Santo Domingo, cuyas aguas bañan las tierras jalapeñas. Anteriormente, cuando aún no existían las carreteras, los transeúntes de la Mazateca alta y baja se orientaban siguiendo el curso de este río y cuando divisaban las riberas arenosas, sabían que estaban cerca de Jalapa de Díaz; debido a este relevante rasgo físico de su entorno, Jalapa quiere decir “en agua de arena o río arenoso”.

## Historia

### Época prehispánica
El origen del pueblo mazateco es descrito en los Anales de Cuauhtinchan, el cual menciona cómo los nonoalca-chichimecas abandonan Tollan en 1117, después de un enfrentamiento con los tolteca-chichimecas, que dio como resultado el abandono de la ciudad. Los nonoalcas huyeron y recorrieron los valles de Morelos, Puebla y Tehuacán, para, finalmente, establecerse en lo que ahora es Huautla, Ayautla, Eloxochitlán, Mazatlán, Nanahuatipan, Chilchotla y, muy probablemente, Ixcatlán.
Otras hipótesis plantean que los mazatecos formaban parte del grupo olmeca-xicalanca, y que su lengua era una rama del grupo proto-otomangue. Hacia el año 850 d. C. ya habían consolidado su área de dominio con el establecimiento de su capital en Matza-apatl (cerca del actual Jalapa de Díaz). Ostentaron una primera dinastía (800-1200), un interreino (1200-1300) y una segunda dinastía; en el año 1200 se dividieron en dos señoríos: el del sur, con su capital en Mazatlán, y el del norte, con su capital en Huautla. Los nonoalcas dominaron la zona mazateca entre los años 1200 y 1300, fecha en que surgió la segunda dinastía y que terminó con la invasión de Moctezuma I en el año 1455.
Los aztecas establecieron guarniciones militares en Teotitlán, a fin de vigilar el señorío del Poniente, y Tuxtepec, el señorío del Oriente. La subordinación terminó con la llegada de los españoles, a quienes ayudaron para liberarse de los mexicas, sin saber que al final serían dominados por los recién llegados.

### Época colonial
En el periodo colonial, la región mazateca quedó bajo el dominio territorial y eclesiástico de la provincia de Antequera y el Obispado de Oaxaca, respectivamente; este último era uno de los cinco más grandes del Virreinato de Nueva España.
En 1531 la sujeción de los pueblos mazatecos quedó a cargo de los encomenderos, los corregidores y la Primera Real Audiencia; las encomiendas fracasaron porque no eran suficientemente productivas, no había oro y era una región de difícil acceso. Jalapa de Díaz, Soyaltepec, Ixcatlán, Ayautla, San Juan Coatzospam y San José Tenango, estaban adscritos al Corregimiento de San Pedro Apóstol Teutila.

### México independiente (sigloXIX)

#### La guerra de Independencia
Durante la guerra de Independencia participaron habitantes de Teotitlán y de la Sierra Mazateca a favor del movimiento independentista. En la Mazateca baja, Ixcatlán, Jalapa de Díaz y Soyaltepec lucharon contra las tropas realistas.

#### La primera República Federal
El 15 de marzo de 1825, durante la primera República Federal de México, se crea el municipio de San Felipe Jalapa de Díaz, cuyo nombre de creación pudo ser San Felipe y Santiago Jalapa.

#### Reforma
En la Reforma, tras la abolición de los títulos de nobleza desaparecieron los linajes nobles, pero los caciques nativos de las comunidades continuaron manteniendo el control de sus territorios.

#### Intervención Francesa y Segundo Imperio
Durante la intervención francesa y el Imperio de Maximiliano los pueblos mazatecos sostuvieron enfrentamientos con las tropas europeas. Los mazatecos, al mando del General Luis Pérez Figueroa, derrotaron a las tropas invasoras el día 25 de abril de 1866, cuando éstos intentaban apoderarse del Fuerte de Soyaltepec.

### SigloXX

#### Porfiriato y Revolución mexicana
Durante el Porfiriato, en la Mazateca baja, las tierras fueron acaparadas por hacendados, ganaderos y productores de caña de azúcar; quienes fincaron en el territorio mazateco despojando a miles de indígenas de sus tierras y ocupándolos como peones (esclavitud disfrazada). En el año 1910, el señor Sebastián Ortiz siendo presidente municipal de San Felipe Jalapa de Díaz,  fue uno de los partidarios de la causa maderista. 
En 1925, un incendio destruyó el templo principal y casas vecinas.
Durante los años de 1930, se repartieron las tierras de la hacienda “Playa Grande”, una de las más importantes de Oaxaca con una extensión de 15,750 hectáreas y cuya propietaria era la señora María de la Luz González.
Desde 1930 hasta 1990, en el Municipio, diferentes familias, grupos y líderes se disputaron el poder político. En estos primeros años del siglo XXI, la vida en el Municipio, se desarrolla con tranquilidad.

## Geografía

### Localización
La localidad está situada al norte del Estado de Oaxaca, a los 18° 04′ 00″ de latitud norte y 96° 32′ 00″ de longitud oeste, a una altitud de 137 m s. n. m. El municipio tiene una superficie de 134,885 km2, equivalentes al 0.1 % de la superficie total del estado de Oaxaca. Limita al este con San Lucas Ojitlán; al noreste con San Miguel Soyaltepec, al norte con San Pedro Ixcatlán; al noroeste con San José Tenango; al oeste con San Bartolomé Ayautla; al sureste con San Andrés Teotilálpam, y al suroeste con San Pedro Teutila.

### Orografía

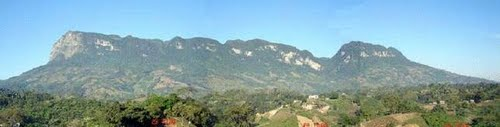
Vista panorámica del Cerro Rabón.

Jalapa de Díaz posee un atractivo natural que lo hace especial, el Cerro Rabón, con una altura de 1228 m.s.n.m, es una montaña que forma parte de la Sierra Madre Oriental. Es parte importante de un sistema de montañas que se extiende entre las ciudades de Orizaba, Veracruz y Oaxaca de Juárez.
En la región existen algunas planicies y llanuras que son muy importantes para el pastoreo, la ganadería y la agricultura.

### Hidrografía
El municipio se localiza en la margen izquierda del río Santo Domingo.

### Clima
El clima es caluroso, mantiene una temperatura de 24.7 °C con régimen de lluvias en los meses de junio, julio, agosto, septiembre y octubre.
es seco en sus temporadas

### Principales ecosistemas

#### Flora
La flora que caracteriza al municipio es la de selva media, se encuentran en él las siguientes especies, el ámate, higo, aguacatillo, caoba, roble, cedro, lima, palma, ceiba y hormiguillo.

#### Fauna
La fauna del municipio es de tipo silvestre, presenta las siguientes especies: venado, temazate, jaguar, venado cola blanca, zorro gris, puerco espín, armadillo, mapache, aguilillas y gavilán.

### Recursos naturales
La explotación de maderas para la fabricación de muebles propios para el hogar.

### Características y uso del suelo
El tipo de suelo localizado en este municipio es el fluvisol-éutrico.

## Perfil socioeconómico

### Grupos étnicos
De acuerdo con los resultados que presentó la Encuesta Intercensal 2015, en el municipio habitan un total de 24,761 personas que hablan el idioma mazateco (variante de Jalapa de Díaz) y se identifican étnicamente como mazatecos. Esto representa el 88.50% de la población.

### Evolución demográfica
De acuerdo con los resultados obtenidos en la Encuesta Intercensal 2015, el municipio cuenta con un total de 27,979 habitantes. De los 27,979 habitantes de San Felipe Jalapa de Díaz, 14,745 son mujeres y 13,234 son hombres. Por lo tanto, el 47.30% de la población son hombres y el 52.70% son mujeres.
Si comparamos el número de habitantes del municipio versus los 570 que hay en el Estado de Oaxaca, concluimos que San Felipe Jalapa de Díaz ocupa el puesto 27 y representa el 0.7% de la población de éste. A nivel nacional, San Felipe Jalapa de Díaz representa el 0.02 % de la población. 

### Religión
Al año 2000, de acuerdo al citado censo efectuado por el INEGI, la población de 5 años y más que es católica asciende a 13 769 habitantes, mientras que los no católicos en el mismo rango de edades suman 5925 personas.

## Infraestructura social y de comunicaciones

### Educación

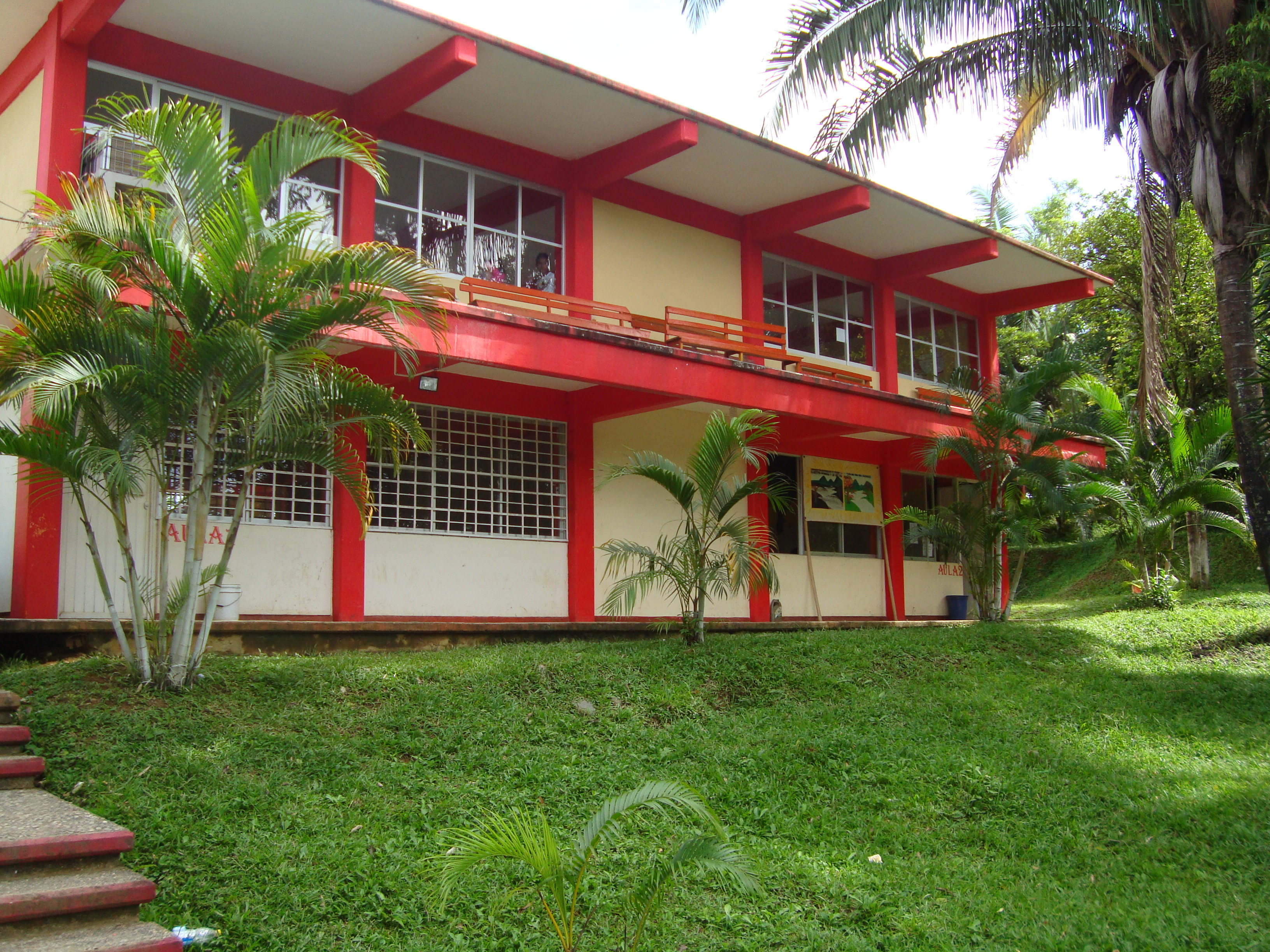
Edificio de la dirección del COBAO, Plantel 28 "Jalapa de Díaz".

Jalapa de Díaz posee dos centros de educación preescolar bilingüe y un preescolar general, el Jardín de Niños "Fray Pedro de Gante" perteneciente a la Zona Escolar 024. Tres escuelas de Educación Primaria, la Escuela "Constancia y Progreso" perteneciente a la Zona 110, la Escuela "José Vasconcelos" y la Escuela Primaria Bilingüe "Moisés Sáenz Garza".
También cuenta con dos centros de educación Secundaria, la Escuela Secundaria Técnica Num. 47 y la Escuela Secundaria General "Carlos Monsivàis".
En el nivel medio superior se encuentran el Colegio de Bachilleres del Estado de Oaxaca, Plantel 28 "Jalapa de Díaz" y la Escuela Preparatoria por Cooperación Núm. 19 "Octavio Paz".

### Salud
La atención a la salud se brinda a través del seguro social y del IMSS-COPLAMAR

### Abasto
El municipio cuenta con un mercado municipal y 5 tiendas en donde se abastecen de productos de primera necesidad.

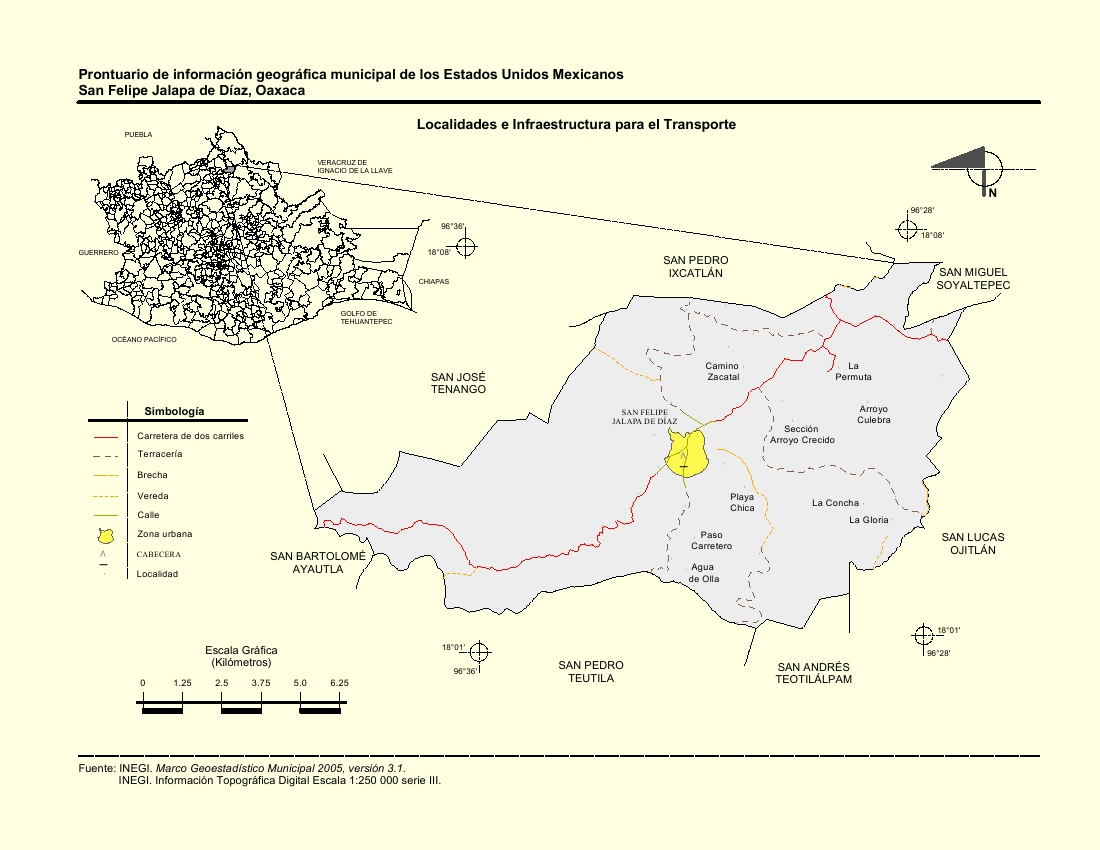
Localidades e infraestructura para el transporte

### Deporte
Cuenta con 4 canchas de básquetbol, 4 de voleibol y 1 de fútbol

### Vivienda
De acuerdo a los resultados que presentó el II Conteo de Población y Vivienda en el 2005, el municipio cuenta con un total de 5,035 viviendas de las cuales 4,977 son particulares.

### Servicios públicos
La cobertura de servicios públicos de acuerdo a apreciaciones del Ayuntamiento se puede apreciar en el recuadro de Cobertura de Servicios Públicos.

## Actividades económicas

### Agricultura
Esta actividad es la más común, siendo la producción muy variada, se produce café a gran escala, maíz, frijol, caña de azúcar, plantas medicinales y forrajeras.

### Ganadería
Cuenta con ganado bovino, caprino y porcino.

### Caza y Pesca
La practican únicamente para el auto consumo

### Artesanías

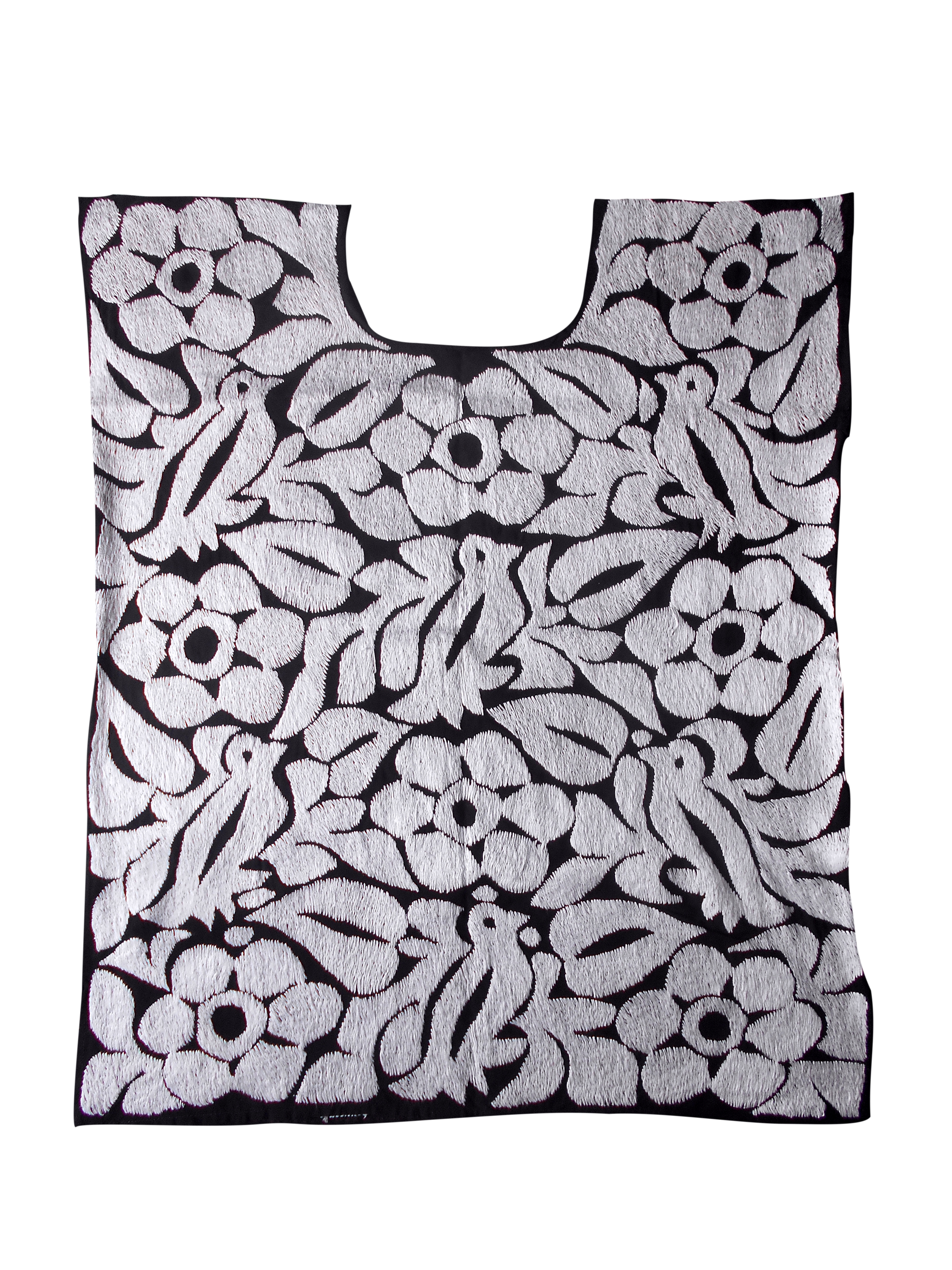
Blusa con bordado relleno de San Felipe Jalapa de Díaz.

Una actividad artesanal muy importante de San Felipe Jalapa de Díaz, es el bordado de huipiles, blusas y ropa estilizada. Para el bordado de las blusas de "relleno", las artesanas jalapeñas utilizan de base una tela de rayón, que por lo general, es de color negro. En la tela se plasma la iconografía del pueblo, la cual consiste en pájaros, flores y hojas de gran tamaño en proporciones y repeticiones irregulares. Los pájaros se fusionan con las hojas. Estos motivos son bordados completamente a mano con hilo de algodón y puntada de relleno, su elaboración requiere de hasta un mes y medio. Estas prendas son comercializadas en todo el país e incluso, han traspasado fronteras debido a su gran calidad y belleza. No obstante, la modernidad, el llamado “regateo” y no menos importante, el riesgo latente al plagio de sus diseños por parte de marcas extranjeras, son los principales enemigos de los artesanos jalapeños.
Por otro lado, existen por lo menos tres clases de huipiles que las mujeres de San Felipe Jalapa de Díaz acostumbran usar. Éstas son (de acuerdo con la calidad del material usado para su confección): de gala, de encaje y con pura tela.
El huipil de gala tiene bandas horizontales bordadas de hilos de variados colores, en las que se representan diferentes motivos, hileras de flores, hojas y pájaros característicos de la región. Cada banda se alterna con otra de menor anchura, la cual no requiere de bordado alguno y se elabora a partir de tiras de listones y encaje -a los costados-. Tanto en el cuello como en la parte final del huipil se le coloca encajes de anchura considerable.
El huipil de encaje o de uso diario se hace casi en su totalidad alternando tiras de listones y encaje; los bordados se realizan solamente en la parte posterior y anterior -a la altura del pecho- formando un pequeño rectángulo y también en las mangas.
El tercer huipil es tejido con pura tela y tiras siguiendo el mismo patrón de los anteriores, pero sin bordados.

### Turismo
La principal fiesta del pueblo se celebra el 19 de enero en honor a San Sebastián mártir. El lugar ofrece grandes atractivos para desarrollar excursiones, por la gran belleza del macizo montañoso Cerro Rabón. Recientemente Arroyo Zapotillo, una localidad que está a 30 minutos de Jalapa de Díaz, ha fomentado el ecoturismo. 

### Comercio
El municipio cuenta con pequeñas misceláneas en donde se encuentran artículos de primera necesidad y segunda necesidad, como son alimentos, calzado, prenda de vestir, carpinterías de muebles para el hogar y artículos de papelería y fondas familiares para los visitantes.

### Servicios
Cuenta con muchas actividades comerciales como el tianguis y diferentes giros comerciales como tlapalería, farmacias, papelería, tiendas de abarrotes, boutiques.

### Explotación forestal
Se explotan racialmente los bosques, extrayendo maderas corrientes.

### Población Económicamente Activa por Sector
De acuerdo con cifras al año 2000 presentadas por el INEGI, la población económicamente activa del municipio asciende a 5,901 personas, de las cuales 5,857 se encuentran ocupadas.

## Folklore

### Fiestas y tradiciones
San Felipe Jalapa de Díaz tiene dos santos patronos, San Sebastián mártir y San Antonio de Padua. La fiesta de San Sebastián se conmemora los días 18, 19 y 20 de enero. En esta celebración es notoria la presencia de toda la gente de los ejidos del municipio, así como de los municipios circunvecinos, tanto católicos y no católicos se congregan. Otro de los aspectos notorios es el de la improvisa de casetas donde se expenden antojitos regionales, refrescos, cervezas y la presencia de los comercios ambulantes y juegos mecánicos procedentes principalmente del Estado de Puebla y Veracruz. Son dos días -en especial- los que tienen mayor trascendencia, el 19 de enero que es la víspera, donde se aprecian columnas de vaivén de gentío que se pasean durante todo el día. Por otra parte, la autoridad municipal organiza regularmente eventos deportivos de fútbol y básquetbol, cuando esta no retoma la iniciativa, los jóvenes entusiastas de la comunidad hacen suya la organización de dichos eventos, como aconteció en el trienio (87 y 88), de esta manera da espectáculo a las quintas que llegan de visita, tanto de los ejidos como de los municipios cercanos. En lo que respecta a la iglesia católica, esta celebra misa y bautizos; por la noche de este mismo día, la quema de toritos (artefacto pirotécnico) por los organizadores y posteriormente el baile popular que se lleva a cabo en la unidad deportiva. El día 20 de enero, en nada varia al anterior, a excepción de que por la tarde se efectúan carreras de caballos en la unidad deportiva; por la noche se realiza otro baile popular o el ya tradicional jaripeo. Durante esta fiesta, la mayoría de la gente de los ejidos y de la población urbana, luce sus mejores ropas; así también, en esta fiesta se suele comprar ropa nueva a los hijos y las amas de casa se abastecen de utensilios de cocina.
El origen de esta fiesta es narrada por su iniciador, de la siguiente manera:

Platicaré un poco acerca de las fiestas que se celebran en Jalapa de Díaz. Cuando ya tenía edad en la que me daba cuenta de las cosas, se celebraba la fiesta de San Felipe. Él era el santo patrón de Jalapa de Díaz. En ese entonces no había plaza ni se vendía nada. Únicamente se celebraba la fiesta de San Antonio en la cual sí había plaza. A esta fiesta llegaba gente de Huautla, Ayautla, Teutila, Santo Domingo y Ojitlán. Mucha gente llegaba cuando se celebraba la fiesta de San Antonio. Llegó el tiempo en el que me eligieron como presidente municipal. Eso fue en 1920. Había un señor que se llamaba don Sebastián Ortíz el cual me estimaba mucho y yo fui su soldado. Era yo muy jovencito, tenía 19 años. A la hora que yo le pedía dinero, me lo daba, pues me estimaba bastante. Cuando fui presidente, hice un escrito y lo mandé a Huautla, Ayautla, Teutila, Ixcatlán, Soyaltepec y Ojitlán. En el escrito le decía a la gente lo que iba a suceder en la celebración de la fiesta de San Sebastián, el 20 de enero. Yo fui el iniciador de la fiesta de San Sebastián. En la fiesta hubo toritos y obligué a los habitantes de Jalapa a poner sus puestos vendiendo en ellos aguardiente y aguas frescas. Después, en 1921, la gente del pueblo me eligió otra vez como presidente municipal e hice nuevamente otro escrito. En ese año la celebración de la fiesta fue más grande, y llegó mucha más gente. En ese tiempo el síndico era Perfecto Martínez. En 1922 Perfecto Martínez fue elegido presidente municipal. Se continuó haciendo la fiesta de San Sebastián, pero mucho más grande. En 1922 y 1923 llegó mucha más gente a la fiesta. Hoy en día, la fiesta es más grande porque llega gente de Veracruz, Teutila, Tierra Blanca y de cualquier tierra lejana. Cuando yo inicié la fiesta, apenas duraba un día, pero el segundo año fueron dos días y ahora la celebración de la fiesta dura tres días. Yo fui quien inició la fiesta de San Sebastián y se celebra desde 1920. Debido al cariño que me tuvo el General Sebastián Ortíz, decreté que se celebrara su fiesta el 20 de enero en honor a su santo San Sebastián.
Joaquín Rubio Cruz, expresidente municipal de San Felipe Jalapa de Díaz.

Por otra parte, la fiesta de San Antonio de Padua se celebra el 13 de junio. Se efectúan ceremonias religiosas, procesiones, juegos pirotécnicos, bailes y feria popular. Sin embargo, no suele ser tan grande como la fiesta de San Sebastián. 
El 12 de diciembre se celebra la fiesta de la Virgen de Guadalupe. 
San Felipe de Jesús. Esta debería de ser la fiesta del santo patrón del Municipio en virtud de su nombre, solamente que esta fue impulsada por los misioneros y en la actualidad se festeja -por la mañana-  con una procesión en la calle principal con los fieles concurrentes y finaliza con una misa religiosa en la parroquia de los Santos Apóstoles “Felipe y Santiago”.

### Música
“La Danza de las Pastoras”, la que representa el nacimiento del Niño Jesús, es acompañada de música de violín, y se ejecuta en el atrio después de la misa.

### Bailable

#### Danza de las pastoras
La danza de las pastoras es ejecutada por doce señoritas, cada una representando un mes del año, que simulan arrullar a un niño en recuerdo del nacimiento de Jesús. Se atavían con dos huipiles tradicionales: el primero sirve de vestimenta normal, el segundo se porta solo a la mitad entrelazando los brazos; un sombrero con adornos de listones de varios colores y el tradicional cotín, una especie de enagua. Así mismo, actúan dos varones vestidos con pantalón y camisa de manta, paliacate rojo al cuello y sombrero de palma; uno de ellos toca el caracol marino, mientras que el otro baila con un farol en forma de estrella, al son de las jaranas y violines.
Esta danza, eminentemente católica, se ejecuta en Navidad en el atrio de la iglesia. Al día siguiente, visitan y bailan en los domicilios donde se realizaron las posadas. Es tradición que, en el día de los reyes magos, se ejecute en el domicilio del presidente municipal en turno y en el palacio municipal.

#### Huipilito de jalapeña
Huipilito de jalapeña se distingue por su ejecución sencilla de pasos y simplicidad en los movimientos, es ejecutada por mujeres jóvenes que lucen el huipil tradicional en su esplendor. El baile, en esencia, trata de reflejar ese esplendor del huipil de gala. Esta danza tiene casi cincuenta años de trayectoria, con música de Hipólito José Osorio y letra de Aurelio Pavón Zavaleta, autor del poema "Huipilito de jalapeña". En el 2018, ambos autores fueron homenajeados durante el marco de la celebración del Día Internacional de la Lengua Materna, organizada por la Comisión Permanente de Cultura de la LXIII Legislatura del Estado de Oaxaca.

#### Flor de piña

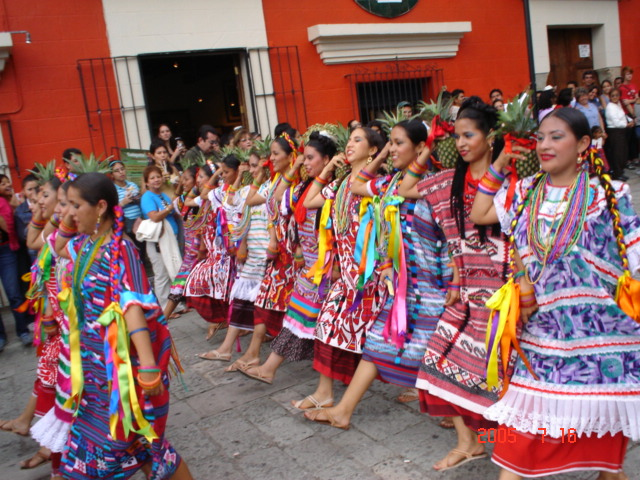
Bailable Flor de piña

El municipio de Jalapa de Díaz está bien representado en la Guelaguetza con el bailable  "Flor de piña", bailado por jóvenes mestizas en las fiestas del Lunes del Cerro en el Cerro del Fortín en la ciudad de Oaxaca, el baile consiste de tres partes; La entrada acompañado por “La Tonalteca” que consiste en un recorrido realizado por dos filas alrededor del escenario, el recorrido es lento y permite modelar los huipiles, accesorios y belleza de las jóvenes de la región, la entrada es realizada con un paso de punta y metatarso girando el cuerpo de derecha a izquierda, una vez finalizado el recorrido de las dos filas, éstas se ponen en paralelo y se intercalan formando una “V” con el mismo paso de la entrada. Al integrarse a la “V” las bailarinas realizan una reverencia en la que alzan la piña con sus dos brazos y se agachan inclinando su cintura, una vez formada la “V” la música cambia a “Flor de Piña” y se vuelve más dinámica, cada brazo de la “V” gira hacia afuera formando dos líneas paralelas las cuales se dirigen al fondo del escenario quedando traspuesta ambas filas, se realiza un cruce zapateando hacia delante y hacia atrás, una de las líneas hacia la izquierda y la otra en sentido contrario, una vez que ambas líneas quedan descubiertas voltean hacia el frente y se integran en una sola fila la cual compactan y avanzan a través de un cepillado, avanzan hasta la esquina del escenario y hacia atrás, se repite en dos ocasiones. Una vez terminado el cepillado de la fila horizontal surgen nuevamente dos filas verticales las cuales abarcan desde el principio hasta la parte trasera del escenario, se coloca una fila delante de la otra, las bailarinas colocan la piña en el piso y bailan alrededor de ella, una vez que se termina de bailar alrededor de la piña, cada bailarina toma su piña y abren las diagonales hasta formar nuevamente una sola línea horizontal, vuelve el paso del cepillado hacia delante y hacia atrás, pero esta vez terminado el cepillado al mismo tiempo todas las bailarinas dan las gracias inclinando sus cuerpos y con las piñas en ambos brazos sostenida. Termina “Flor de Piña” y sigue “La Tonalteca” para realizar la salida de la misma forma en la que se realizó la entrada al escenario. Una vez roto el baile, cada bailarina regala su piña a los asistentes al evento

### Gastronomía
Mole negro y rojo, tortillas de maíz, quesadillas de elote, tamáles y diferentes guisados preparados de res, barbacoa de borrego, el huasmole.

### Gobierno
Caracterización del Ayuntamiento. El gabinete municipal está conformado por:
- 1 Presidente Municipal.
- 2 Síndicos.
- 9 Regidores.
- 3 Regidores de representación proporcional.

Regionalización Política. El municipio pertenece al Distrito Electoral Federal 2, con cabecera en Teotitlán de Flores Magón y al Distrito Electoral Local 3 Loma Bonita.

## Localidades de San Felipe Jalapa de Díaz
Consta de 35 localidades más la cabecera municipal.
| Localidades de San Felipe Jalapa de Díaz1                                                 |           |            |
| Localidad                                                                                 | Población | m s. n. m. |
| Agua de olla                                                                              | 160       | 134        |
| Agua de tierra (Sección La montaña)                                                       | 874       | 97         |
| Arroyo cacao                                                                              | 190       | 109        |
| Arroyo espuma                                                                             | 649       | 150        |
| Arroyo grande                                                                             | 710       | 103        |
| Arroyo guaje                                                                              | 161       | 253        |
| Arroyo Seco (San José Arroyo Seco)                                                        | 149       | 107        |
| Arroyo Zapotillo                                                                          | 979       | 120        |
| Camino de Ixcatlán                                                                        | 869       | 125        |
| Camino Zacatal                                                                            | 611       | 102        |
| La Chuparrosa                                                                             | 1304      | 108        |
| Colonia La central                                                                        | 982       | 112        |
| Colonia San Andrés                                                                        | 175       | 152        |
| Desviación Paso Carretero                                                                 | 17        | 166        |
| La Concha                                                                                 | 347       | 118        |
| La Gloria                                                                                 | 20        | 89         |
| La permuta                                                                                | 631       | 112        |
| La Soledad                                                                                | 214       | 150        |
| La Sorpresa                                                                               | 1741      | 128        |
| Llano Grande-Uluápam                                                                      | 203       | 399        |
| Loma Cafetal                                                                              | 144       | 385        |
| Loma de San Juan                                                                          | 892       | 142        |
| Loma Naranjo                                                                              | 481       | 422        |
| Los Zárates                                                                               | 460       | 114        |
| Paso carretero                                                                            | 387       | 96         |
| Paso del Toro                                                                             | 384       | 99         |
| Playa chica                                                                               | 1196      | 87         |
| Rancho de la playa                                                                        | 2         | 116        |
| Loma Santo Tomás                                                                          | 1590      | 209        |
| Sección Arroyo crecido                                                                    | 338       | 105        |
| Sección La vida                                                                           | 45        | 110        |
| Sección Los Bibiano                                                                       | 133       | 329        |
| Sección los Castro                                                                        | 129       | 112        |
| Sección los Palacios                                                                      | 235       | 108        |
| Sección los Roques                                                                        | 768       | 113        |
| 1De acuerdo a los resultados que presentó el II Conteo de Población y Vivienda en el 2005 |           |            |
| Fuente: INEGI (2005)                                                                      |           |            |

## Galería de fotos

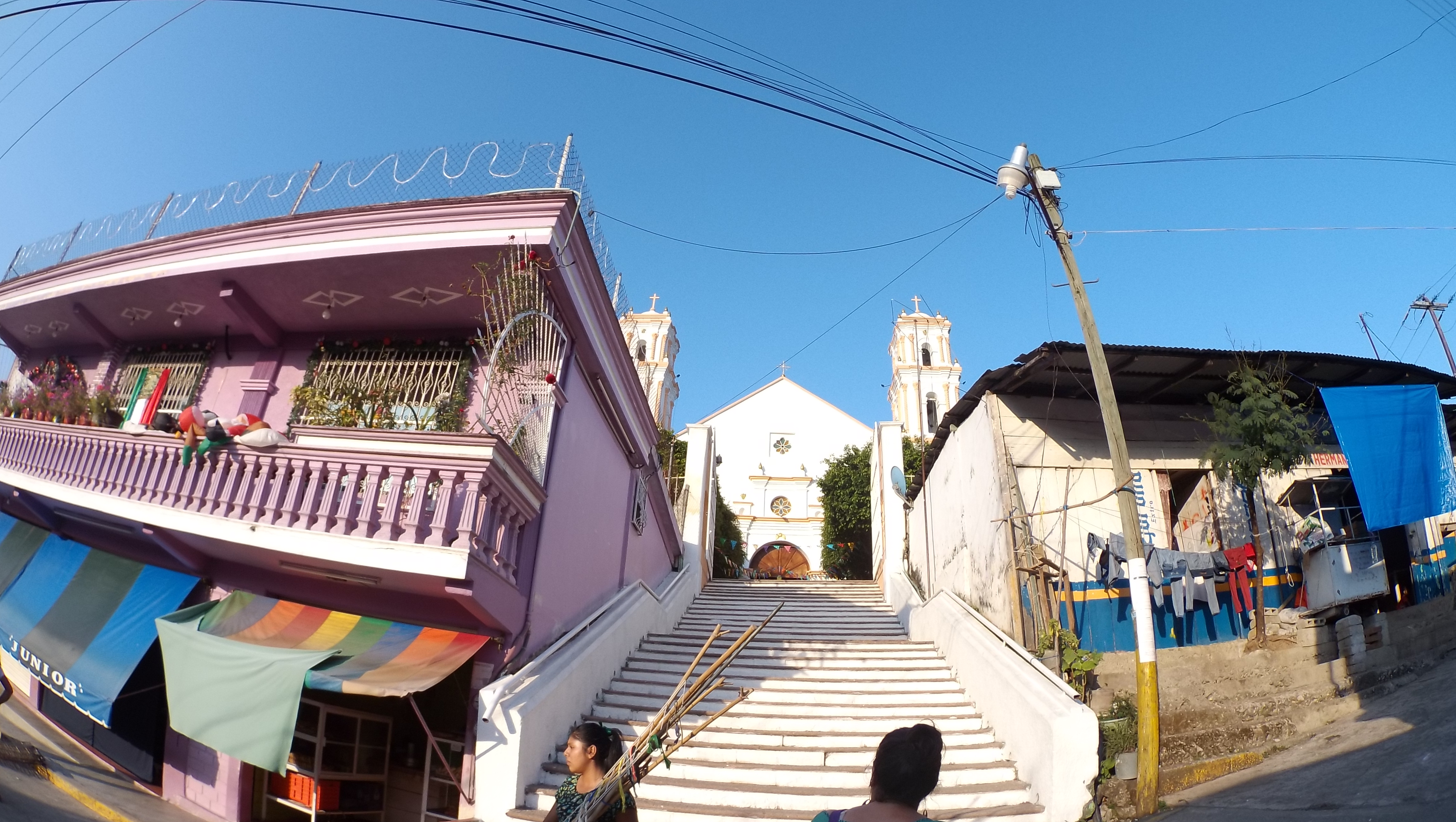
Fachada de la Parroquia de los Santos Apóstoles Felipe y Santiago en San Felipe Jalapa de Díaz.
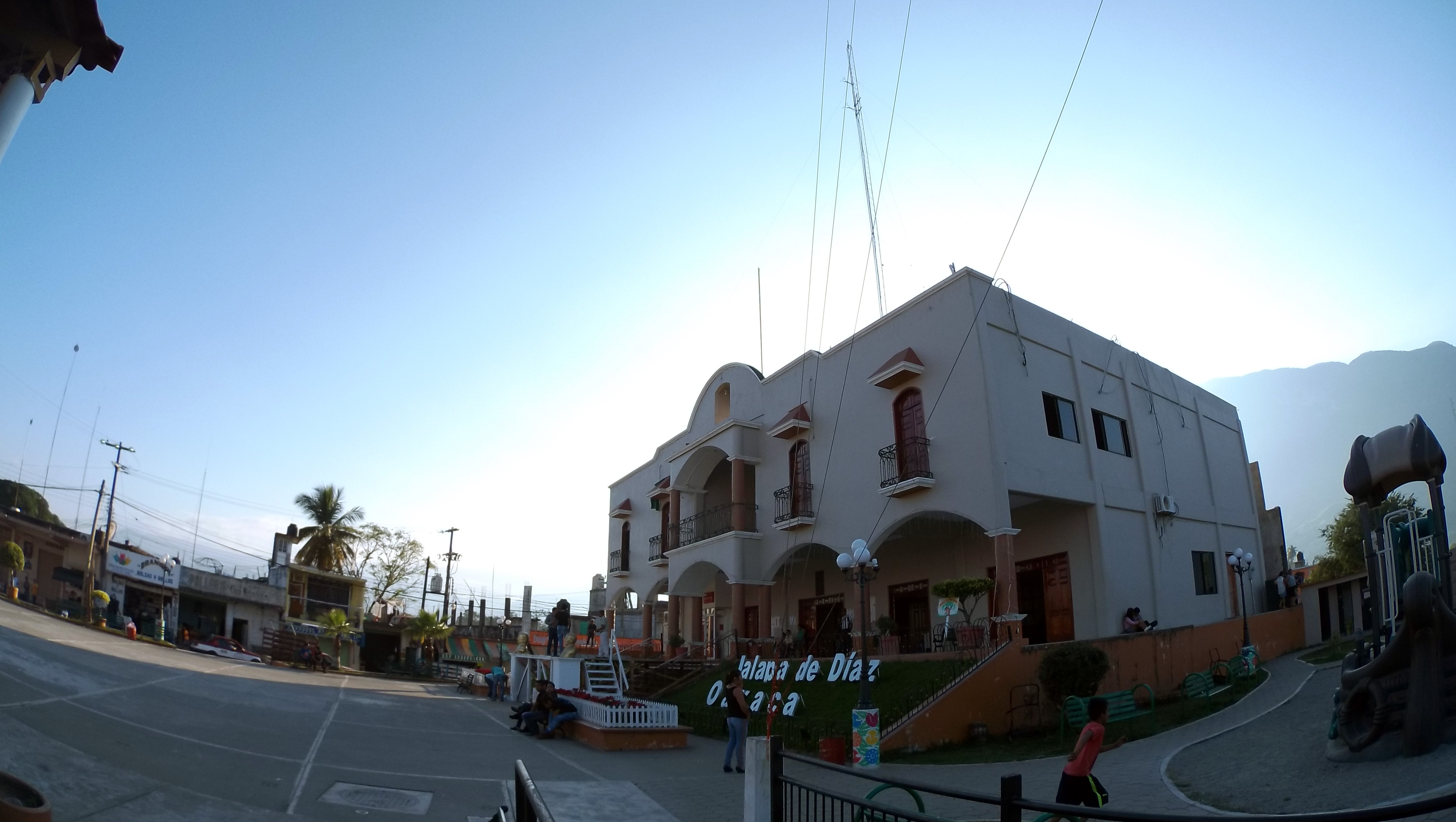
Palacio municipal.
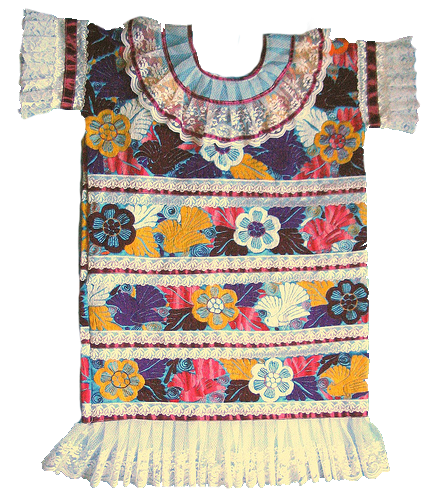
Huipil de gala de Jalapa de Díaz.
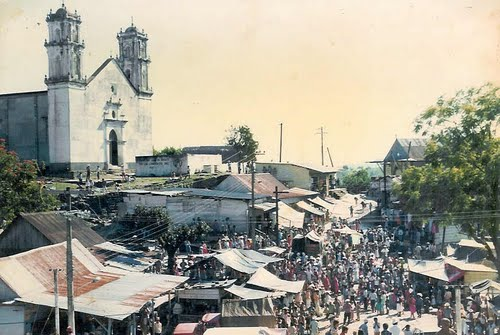
Vista panorámica de la Parroquia de los Santos Apóstoles Felipe y Santiago, 1980.
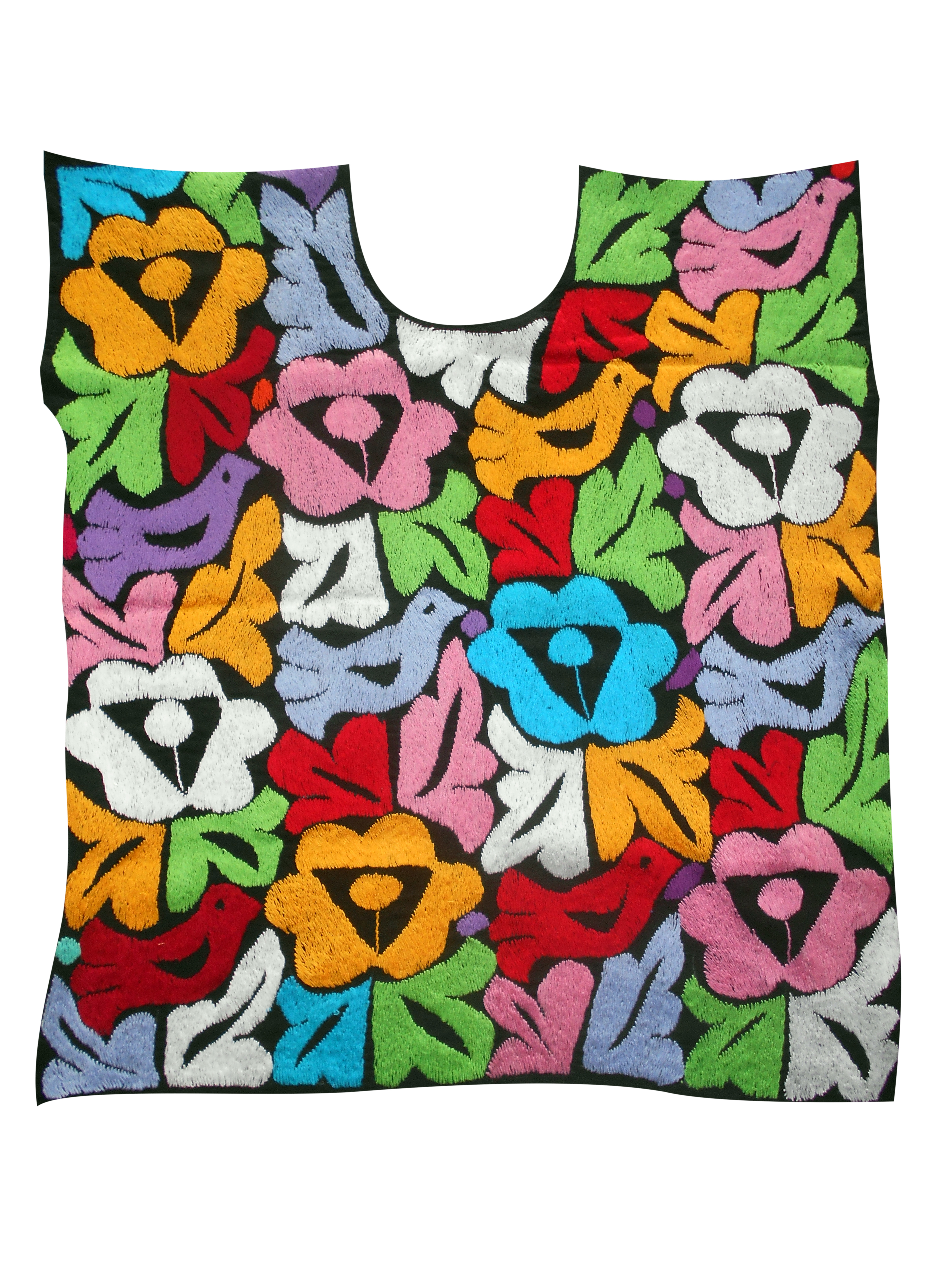
Blusa con bordado relleno multicolor.